# Xenopsaris albinucha
Xenopsaris albinucha е вид птица от семейство Tityridae, единствен представител на род Xenopsaris.

## Разпространение
Видът е разпространен в Аржентина, Боливия, Бразилия, Венецуела, Парагвай и Перу.